# Jacques Deray
Jacques Deray (19. února 1929 – 9. srpna 2003) byl francouzský filmový režisér, scenárista a herec.
Narodil se v Lyonu do bohaté průmyslnické rodiny jako Jacques Desrayaud. O film se začal zajímat velice záhy. V 19 letech odešel do Paříže, kde studoval herectví na škole dramatických umění Reného Simona. V roce 1952 začal pracovat jako asistent režie takových osobností, jako byli Jean Boyer a Gilles Grandier. Jeho filmový debut přišel v období francouzské nové vlny, ale na rozdíl od svých slavnějších kolegů chtěl diváky spíše bavit, nikoliv experimentovat a činit velká politická a umělecká gesta. Jeho oblíbencem byl Alain Delon, kterého režíroval v desítkách svých filmů. Během let 1960–2000 natočil mnoho snímků, mezi ty nejznámější patří Bazén, Borsalino, Borsalino a spol., Dobrodruh, Tři muži na zabití a Samotář.